# Emotioneel Lichaamswerk
Emotioneel Lichaamswerk is de beschermde aanduiding voor een lichaamsgerichte therapeutische wetenschappelijke methode (bron?) c.q. levenswijze, waarin door middel van lichaamsoefeningen en introspectie getracht wordt de geestelijke en lichamelijke gezondheid te verbeteren. 'Emotioneel Lichaamswerk' vindt zijn oorsprong in het werk van Alexander Lowen en Wilhelm Reich. 'Emotioneel Lichaamswerk' kent veel gemeenschappelijke kenmerken met bio-energetica.
Er worden cursussen en trainingen aangeboden vanuit 'Emotioneel Lichaamswerk'. Belangrijke bestanddelen van het Lichaamswerk zijn ademhalingsoefeningen, inspannings- ontladings- en ontspanningsoefeningen en stemwerk. Men leert doelen in het leven te formuleren en na te gaan welke hindernissen men te boven wil komen. Of dit ook lukt, is uiteraard afhankelijk van de persoonlijke situatie van de deelnemers en de intentie waarmee men aan een cursus begint.